# Junta de Villalba de Losa
Junta de Villalba de Losa ist eine Gemeinde (municipio) mit 78 Einwohnern (Stand: 2024) im Norden der spanischen Provinz Burgos in der Autonomen Gemeinschaft Kastilien-León. Zur Gemeinde  gehören neben dem Hauptort Villalba de Losa die Ortschaften Mijala, Murita und Zaballa sowie die Wüstung und Exklave Villota.

## Lage und Klima
Durch Junta de Villalba de Losa fließt der Río Tumecillo. Die Gemeinde liegt in einer durchschnittlichen Höhe von ca. 670 m. Die Entfernung zur südwestlich gelegenen Provinzhauptstadt Burgos beträgt ca. 85 Kilometer. Das Klima im Winter ist rau, im Sommer dagegen gemäßigt und warm.

## Bevölkerungsentwicklung
| Jahr      | 1970 | 1981 | 1991 | 2001 | 2011 | 2021 |
| Einwohner | 336  | 235  | 109  | 102  | 112  | 87   |

## Wirtschaft
Die Böden und das Klima in der Umgebung eignen sich gut für den Anbau von Weizen, Kartoffeln, Gemüse und Obstbäumen.

## Sehenswürdigkeiten
- Iglesia de la Asunción de Nuestra Senora in Villalba de Losa

## Partnerschaft
Mit der argentinischen Stadt Santa Fe besteht eine Partnerschaft.